# Villar del Infantado
Villar del Infantado község Spanyolországban, Cuenca tartományban. Villar del Infantado Alcocer, Albendea, Canalejas del Arroyo, Castejón, Cuenca, Salmeroncillos és Valdeolivas községekkel határos. Lakosainak száma 31 fő (2024).

## Népesség
A település népessége az utóbbi években az alábbiak szerint változott:
| Lakosok száma | 46   | 48   | 52   | 45   | 44   | 43   | 39   | 43   | 45   | 31   |
|               | 2001 | 2004 | 2006 | 2009 | 2011 | 2014 | 2016 | 2019 | 2021 | 2024 |